# Едуин Олдрин
Едуин „Бъз“ Олдрин (на английски: Edwin „Buzz“ Aldrin) e американски астронавт, пилот на лунния модул на Аполо 11 и вторият човек стъпил на Луната, след командира на кораба Нийл Армстронг.

## Биография

### Ранни години
Едуин Олдрин е роден на 20 януари, 1930 г. в Глен Ридж, Ню Джърси и израства не далече в Монтклеър. Баща му е армейски офицер. Прякора му „Бъз“ се заражда в детството му и през 1988 той го възприема като официалното си име.

### Образование
Олдрин завършва колежа Montclair High School в Ню Джърси през 1946 г. Получава бакалавърска степен от Американската военна академия в Уест Пойнт, Ню Йорк през 1951 г., завършвайки трети по успех от целия випуск. През 1963 г. защитава докторат по астронавтика в Масачусетският технологичен институт. 

### Личен живот
Олдрин е бил женен три пъти. От първата си съпруга Джоан Арчър има три деца: Джеймс, Джанис и Андрю. От следващите си два брака няма деца. С третата си съпруга Луис Кенън се развежда на 15 юни 2011 г. в Лос Анджелис, Калифорния. Олдрин е и старейшина в презвитерианска църква. Няколко седмица преди полета на „Аполо 11“ астронавтът се е срещнал със своя пастор, Дийн Удръф, и го е помолил за съвет относно това как да отбележи лунното кацане.
По време на полета си Олдрин взел малко хляб, вино, както и сребърен бокал като част от малкия личен багаж, който се полага на всеки астронавт преди полет.
По-късно Олдрин ще отбележи: „Интересно е да си мислим, че първото питие, което изпито от човек на Луната, както и първата храна, изядена от човек там, са всъщност елементите на Светото Причастие“.

## Военна кариера
След дипломирането си в Уест Пойнт, Олдрин получава квалификация „боен пилот“ и звание лейтенант от USAF. Изпратен е в Корея. Извършва 66 бойни полета на реактивен изтребител F-86 Sabres и постига две въздушни победи над противникови МиГ-15. На 8 юни 1953 г. по време на бойна мисия, Олдрин заснема с кинокамерата си катапултирането на руски пилот, който напуска разрушения си изтребител. За кратко време кадрите обикалят света и са пряко доказателство, че в корейските самолети воюват руски пилоти, въпреки официалните версии на Москва, че това не е така. След края на военните действия, Олдрин става инструктор в авиобазата Нелис, Невада. От 1955 г. е командир на 22-ра бойна ескадрила, базирана в Битбург, Германия. Лети на изтребител F-100 Супер сейбър. От август 1971 до март 1972 г. е командир на школата за тест пилоти в авиобазата Едуардс, Калифорния. Поради влошено здравословно състояние, подава оставка през март 1972 г.

## Служба в НАСА
Докторската дисертация на Олдрин прави голямо впечатление на ръководителите на НАСА и той е избран за астронавт на 17 октомври 1963 г., Астронавтска група №3.

### Програма Джемини
Първото си назначение получава като пилот в дублиращия екипаж на Джемини 9А. Първия си полет в космоса осъществява от 11 до 15 ноември 1966 г. като пилот на Джемини 12. По време на тази мисия, Олдрин извършва три космически разходки с обща продължителност 5 часа и 30 минути – абсолютен рекорд, неподобрен в продължение на повече от четири години.

### Програма Аполо
През април 1967 г. Олдрин получава назначение в Програмата Аполо. След продължителни консултации между ръководството на НАСА и вече определените командири на мисии, той е включен като пилот на командния модул в дублиращия екипаж на Аполо 8 и пилот на лунния модул в основния екипаж на Аполо 11. След като на 14 април 1969 г. НАСА обявява решението си първото кацане на Луната да се осъществи от Аполо 11, става ясно, че Е. Олдрин ще бъде втория човек в света стъпил на нейната повърхност. Това става факт на 21 юли същата година, когато той напуска лунния модул четвърт час след командира на мисията Нийл Армстронг. На лунната повърхност Олдрин експериментира различни начини на придвижване и открива, че най-икономични са т. нар. „подскоци на кенгуру“, които впоследствие стават стандарт при всички следващи посетители на Луната. Времетраенето на лунната разходка на астронавта е 2 часа и 15 мин.

## Полети
Едуин „Бъз“ Олдрин е летял в космоса като член на екипажа на две мисии:
| Космически полети на Едуин „Бъз“ Олдрин                           | Космически полети на Едуин „Бъз“ Олдрин | Космически полети на Едуин „Бъз“ Олдрин | Космически полети на Едуин „Бъз“ Олдрин | Космически полети на Едуин „Бъз“ Олдрин | Космически полети на Едуин „Бъз“ Олдрин | Космически полети на Едуин „Бъз“ Олдрин |
| №                                                                 | Дата                                    | КК                                      | Емблема на мисията                      | Функции                                 | Продължителност                         |                                         |
| ----------------------------------------------------------------- | --------------------------------------- | --------------------------------------- | --------------------------------------- | --------------------------------------- | --------------------------------------- | --------------------------------------- |
| 1                                                                 | 11 ноември 1966                         | Джемини 12                              |                                         | Пилот                                   | 3 денонощия 22 часа 34 мин 31 сек.      |                                         |
| 2                                                                 | 16 юли 1969                             | Аполо 11                                |                                         | Пилот на лунния модул                   | 8 денонощия 3 часа 18 мин 35 сек.       |                                         |
| Сумарно време в космоса – 12 денонощия 01 час 53 минути и 06 сек. |                                         |                                         |                                         |                                         |                                         |                                         |

## След НАСА
През юли 1971 г. Едуин Олдрин напуска НАСА, а през март 1972 г. – USAF. След това през останалата част на 70-те се бори с депресия и алкохолизъм. До края на десетилетието след успешно лечение се възстановява. Оттогава се занимава активно с популяризирането на изследването на космоса и извънземния туризъм.
Заедно с автора Джон Барнс, Олдрин е побликувал два научнофантастични романа – „Среща с Тибър“ (1996) и „Завръщането“ (2000).

## Награди и отличия

### Военни отличия
- Легион за заслуги;
- Летателен кръст за заслуги;
- Въздушен медал за заслуги;

### Граждански награди и отличия
- Президентски медал на свободата;
- Международна награда „Робер Колие“;
- Мемориал „Робърт Годард“;
- Международна награда „Хармън“.

### В негова чест са наречени
- Кратер на Луната – Олдрин
- Астероид – 6470 Олдрин